# Huntingdonshire
Huntingdonshire – dystrykt w hrabstwie Cambridgeshire oraz historyczne hrabstwo w Anglii. W 2011 roku dystrykt liczył 169 508 mieszkańców.

## Miasta
- Godmanchester
- Huntingdon
- Ramsey
- St Ives
- St Neots

## Inne miejscowości
Abbots Ripton, Abbotsley, Alconbury, Alconbury Weston, Alwalton, Barham and Woolley, Barham, Bluntisham, Brampton, Brington, Broughton, Buckden, Buckworth, Bury, Bythorn, Bythorn and Keyston, Caldecote, Catworth, Chesterton, Colne, Conington, Coppingford, Covington, Denton, Diddington, Earith, Easton, Eaton Socon, Ellington, Elton, Eynesbury, Farcet, Fenstanton, Folksworth, Glatton, Grafham, Great Gidding, Great Gransden, Great Paxton, Great Staughton, Great Stukeley, Haddon, Hail Weston, Hamerton, Hartford, Hemingford Abbots, Hemingford Grey, Holme, Holywell, Houghton, Keyston, Kimbolton, Kings Ripton, Leighton Bromswold, Little Gidding, Little Paxton, Little Stukeley, Morborne, Needingworth, Offord D'Arcy, Old Hurst, Old Weston, Perry, Pidley, Ramsey Heights, Ramsey Mereside, Ramsey St Mary’s, Sawtry, Sibson, Sibson-cum-Stibbington, Somersham, Southoe, Southoe and Midloe, Spaldwick, Stibbington, Stilton, Stow Longa, Tetworth, The Offords, The Raveleys, The Stukeleys, Tilbrook, Upwood, Warboys, Waresley, Water Newton, Winwick, Wistow, Woodhurst, Wood Walton, Woolley, Yaxley, Yelling.